# Kościół Chrystusa Sługi w Ełku
Kościół Chrystusa Sługi w Ełku – rzymskokatolicki kościół parafialny należący do parafii pod tym samym wezwaniem (dekanat Ełk – Miłosierdzia Bożego diecezji ełckiej).
Budowa świątyni rozpoczęła się 11 października 1992 roku. W pasterkę, w dniu 24 grudnia 2001 roku, ks. biskup Edward Samsel pobłogosławił nową świątynię i odprawił w niej pierwszą mszę świętą. 29 października 2005 roku biskup ełcki Jerzy Mazur ustanowił świątynię Diecezjalnym Sanktuarium Miłosierdzia Bożego. Budowla została konsekrowana 16 września 2012 roku przez biskupa ełckiego Jerzego Mazura.
Jest to świątynia wzniesiona z czerwonej cegły, w stylu współczesnym. Posiada jedną wieżę zwieńczoną krzyżem. Budowlę nakrywa dach dwuspadowy, dwupoziomowy pokryty blachodachówką. We wnętrzu zostały wykonane malowidła o charakterystyce ikon w głównym ołtarzu. W centralnej części prezbiterium jest umieszczony obraz Jezusa Miłosiernego. W 2009 roku została namalowana i erygowana Droga Krzyżowa, później zostały wykonane z marmuru: ołtarz główny, ołtarze boczne, ambona i miejsce celebracji. Przed konsekracją świątyni została wykonana elewacja zewnętrzna oraz zostały namalowane ikony przy ołtarzach bocznych.